# Mosaic romànic del monestir de Ripoll
El Mosaic romànic de l'església del monestir de Ripoll, és tingut com el més notable de la Catalunya de la seva època.

## El mosaic
Probablement, el mosaic fou bastit durat el segle XII dins el marc de la remodelació de l'església de l'època de l'abat Oliba que portà a dotar de volta la nau i emprengué la construcció de la portalada occidental. Ja el pare Jaume Villanueva en donà notícia del mosaic en les seves estades a l'abadia ripollesa el febrer de 1806 i l'octubre de 1807 tot assenyalant el seu origen medieval enfront dels que creien que era romà.

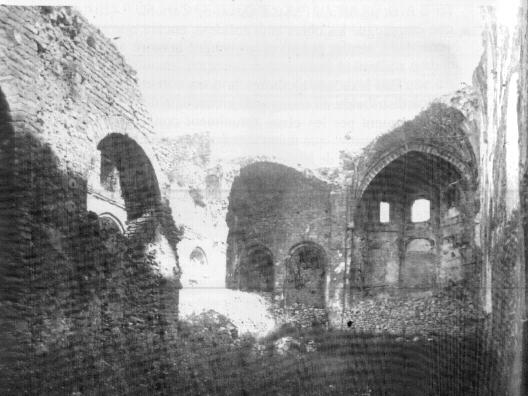
Aspecte de les runes de Santa Maria de Ripoll després de l'atac i crema de 1835. La volta esfondrada sepultà el mosaic romànic.

El disseny del mosaic i la seva composició enllaça amb la denominada tipologia del "mosaic-tapis" que volien evocar les estores amb què, durant el romànic, es decoraven els paviments propers als altars en l'avinentesa de festes assenyalades.
La restauració del monestir de Ripoll coordinada per Elies Rogent estigué fortament influïda pel corrent que considerava que els monuments s'havien de restituir tal com eren a l'edat mitjana, després d'un estudi intens d'altres monuments contemporanis. Aquesta visió també era sustentada per Josep Maria Pellicer i Pagès que tant va contribuir a la reconstrucció de la basílica i del gran mosaic romànic.
El mosaic actual al presbiteri de la basílica és, doncs, una reconstrucció efectuada durant la restauració de l'església monacal que dirigí Elies Rogent entre 1886 i 1893 sota l'impuls del bisbe Vic Josep Morgades i Gili.
El mosaic, segons testimonia Pellicer, ja havia sofert danys durant les obres de 1827. El 1839 el mosaic era sepultat sota les runes de l'esfondrament de la volta de l'església. Però. el 1860. el mosaic era prou ben conservat perquè Pellicer, després d'un desbrossament, pogués realitzar un detallat dibuix i tot interpretant allò que hi mancava. Així i tot, molt malmès pel pas del temps i la pluja, s'acabà de destruir en les obres de desenrunament que precediren a la reconstrucció de l'església iniciada el 1886. El novembre de 1888, a la vista del dibuix de Pellicer i dels fragments conservats, s'encarregà al barceloní Josep Ubach que dugués a terme una rèplica en mosaic segons els criteris arqueològics de l'època. L'obra aixecà el rebuig de les persones que conservaven record de l'original.
El mosaic, que dibuixà Pellicer, és dividit en dues parts. La superior consta de vint-i-quatre cercles o medallons, en tres files horitzontals de vuit, cadascuna amb diferents figures d'animals. A la part inferior del mosaic, sis dofins de diferents mides s'entrellacen entre ells. A la banda lateral esquerra de la sanefa exterior, entre els rombes, Pellicer va llegir-hi el nom Arnal(dvs). Això el feu pensar, en què l'autor del dibuix en què es basà el mosaic fora un monjo de Ripoll.
Al Museu Etnogràfic de Ripoll es conserven i exposen fregaments originals del mosaic romànic.
Xavier Barral ha assenyalat l'existència de dos paviments de mosaic en la mateixa funció del de Ripoll datables al segon terç del segle XII. El primer, a l'abadia de Sant Miquel de Cuixà, molt similar al de Ripoll, i el segon, a la cripta de la catedral de Vic.